# Missiegebied
Een missiegebied is in de Katholieke Kerk een gebied waar missionarissen het geloof uitdragen. De vaste standplaats van waaruit een missionaris werkt(e) wordt een statie genoemd.
In gebieden waar nog geen zelfstandige kerkelijke hiërarchie gevestigd is - dat wil zeggen nog geen bisschoppen benoemd zijn - organiseert de Kerk eerst een apostolische prefectuur met aan het hoofd een apostolisch prefect.  Dit is een priester die als vertegenwoordiger van de paus aan het hoofd staat van een missiegebied. In 1995 telde de Katholieke Kerk veertien apostolische prefecturen.
In een volgend stadium richt men een apostolisch vicariaat op, waar een apostolisch vicaris de bisschoppelijke rechtsmacht in naam van de Heilige Stoel uitoefent. In 1995 telde de Kerk 73 apostolische vicariaten.
Gebieden die relatief dunbevolkt zijn of waar zeer weinig christenen wonen, worden soms ingericht als een missio sui iuris.  In 2008 telde de Katholieke Kerk negen dergelijke gebieden: Afghanistan, Bakoe in Azerbeidzjan, Kaaimaneilanden, Funafuti in Tuvalu, Sint-Helena in Sint-Helena, Ascension en Tristan da Cunha, Tadzjikistan, Tokelau, Turkmenistan en Turks- en Caicoseilanden.
Toen het huidige Nederland in de zestiende eeuw grotendeels naar het calvinisme overstapte, bracht Rome het gebied onder de congregatie Propaganda Fide, het pauselijke bestuursorgaan voor de missiegebieden. Dit bleef nog enkele tientallen jaren voortduren na het herstel van de bisschoppelijke hiërarchie in 1853.  Toen Pius X in 1908 de constitutie Sapienti Consilio uitvaardigde was Nederland geen missiegebied meer. Ook Luxemburg, Groot-Brittannië, Canada en de Verenigde Staten raakten toen die status kwijt.
Het missiegebied Suriname werd in 1865 door paus Pius IX toegewezen aan de Redemptoristen. Pas in 1958 werd dit een daadwerkelijk bisdom.